# Sybra minutior
Sybra minutior är en skalbaggsart som beskrevs av Stefan von Breuning 1939. Sybra minutior ingår i släktet Sybra och familjen långhorningar. Inga underarter finns listade i Catalogue of Life.